# 음력 11월 23일
음력 11월 23일은 음력 11월의 23번째 날이다.

## 사건
- 2004년 -  서울 지하철 7호선 철산역에서 화재가 발생하다. (서울 지하철 7호선 방화 사건)

## 문화
- 2004년 - MBC 문화방송이 CI를 새로 도입하다.
- 2007년 - 군산선 통근열차가 폐지되고 군산선이 군산화물선이 되다. (대야-익산 구간은 장항선이 흡수함.)
- 2010년 - 순천완주고속도로의 완주 분기점~서남원 나들목 구간 개통.

## 탄생
- 1920년 - 대한민국의 군인, 정치인, 기업인 백선엽.
- 1971년 - 대한민국의 농구인 유영주.
- 1975년 -
  - 대한민국의 코미디언 김준호.
  - 대한민국의 축구 코치, 전 축구선수 최성용.
- 1977년 - 대한민국의 배우 윤세아.
- 1978년 - 미국의 래퍼 데니 안 (God).
- 1980년 - 대한민국의 래퍼 빌스택스.
- 1990년 - 대한민국의 前 래퍼 지민 (AOA).

## 같이 보기
- 음력 360일: 1월 2월 3월 4월 5월 6월 7월 8월 9월 10월 11월 12월
- 전날:11월 22일 다음날:11월 24일 - 전달:10월 23일 다음달:12월 23일
- 양력:11월 23일
- 음력, 윤달